# Chris Violette
Chris Violette est un acteur canadien né le 29 mai 1981.Il est connu pour son rôle de Sky Tate (Ranger Bleu puis Rouge) dans Power Rangers Space Patrol Delta (spd) en 2005.

## Filmographie

### Cinéma
- 2007 : American Pie : Campus en folie (Beta House) d'Andrew Waller : Frat Guy
- 2008 : Return to Sleepaway Camp de Robert Hiltzik : Ken Bachman (non crédité)
- 2008 : Chronique des morts-vivants de George A. Romero : Gordo Thorsen
- 2008 : Labou de Greg Aronowitz : Reggie
- 2010 : How to Make Love to a Woman de Scott Culver : Pompiste (non crédité)
- 2012 : The Riverbank de John L'Ecuyer : Danny
- 2013 : Poker Night de Chris John : John
- 2016 : Un flic à la maternelle 2 de Don Michael Paul : non crédité
- 2016 : Red Windows de Tony Barnett : Rob Hurst
- 2018 : Little Italy de Donald Petrie : Joe, le mari de Gina
- 2019 : American Hangman de Wilson Coneybeare : Task Force Police 1

### Télévision

#### Séries télévisées
- 2004 : Queer as Folk (saison 4, épisode 6) : Gym Bunny
- 2004 : Show Me Yours (saison 1, épisode 2) : Monty
- 2004 : Méthode Zoé (saison 2 , épisode 6) : Mike Jacobs
- 2004 : Degrassi : La Nouvelle Génération (saison 4, épisode 1) : non crédité
- 2005 : Power Rangers : Super Police Delta (38 épisodes) : Sky Tate / Blue SPD Ranger / Red SPD Ranger
- 2006 : G-Spot (saison 2, épisode 8) : jeune homme
- 2006 : Runaway (saison 1, épisode 5) : Matt
- 2012 : The Firm (saison 1, épisode 10) : Dominic
- 2012 : Ma Babysitter est un Vampire (saison 2, épisode 12) : Vampire voyou
- 2012 : Le transporteur (saison 1, épisode 2) : Dave
- 2013 : Lost Girl (saison 3, épisode 13) : garde de cellule
- 2013 : The Listener (saison 4, épisode 3) : agent de sécurité
- 2013 : Saving Hope, au-delà de la médecine (saison 2, épisode 3) : Mark Forsythe
- 2014 : Bitten (saison 1, épisodes 1 & 2) : Homme d'affaires
- 2017 : Some Kind of Life (saison 1, épisode 5) : un homme
- 2017 : The Handmaid's Tale : La Servante écarlate (saison 1, épisode 3) : gardien (non crédité)
- 2017-2018 : Star Trek: Discovery (saison 1, épisodes 1, 2, 10 & 11) : Britch Weeton
- 2018 : Private Eyes (saison 2, épisode 16) : Lance Masters
- 2018 : Supergirl (saison 4, épisode 5) : Domingo, un chroniqueur
- 2019 : Killjoys (saison 5, épisode 2) : Mark
- 2020 : Coroner (saison 2, épisode 4) : Jacen Kalla

#### Téléfilms
- 2006 : Le Club des infidèles (Cheaters' Club) de Steve DiMarco : Paolo Abruzzi
- 2010 : Flashpoint (saison 3, épisode 8) : ambulancier
- 2010 : Nikita (saison 1, épisode 5) : flic en uniforme
- 2011 : Sous le charme du Père Noël (Desperately Seeking Santa) de Craig Pryce : Vincent Morretti
- 2013 : Mission : Retour vers le Passé (Rewind) de Jack Bender : Agent
- 2015 : Un cadeau sur mesure pour Noël (A Gift Wrapped Christmas) de Lee Friedlander : Photographe du Père Noël (non crédité)
- 2019 : Christmas Coach de Marita Grabiak : Cousin Peter
- 2019 : A Christmas Crush de Marita Grabiak : Pete
- 2020 : Le témoin de la mariée (Love at Look Lodge) de Max McGuire : Craig Bennett
- 2021 : Escapade entre rivales (Deadly Mom Retreat) de Jane T. Higgins : Zach